# Tunga (Fluss)
Die Tunga (Kannada: ತುಂಗಾ, Tuṅgā) ist der linke Quellfluss der Tungabhadra im indischen Bundesstaat Karnataka.
Die Tunga entspringt in den Westghats im Kudremukh-Nationalpark bei dem Berg Varaha Parvata. Der Fluss durchfließt die Distrikte Chikkamagaluru und Shivamogga. In Koodli vereinigt er sich mit dem Fluss Bhadra und heißt dann im weiteren Verlauf Tungabhadra. Die Tunga hat eine Flusslänge von 147 km. Die Tungabhadra mündet schließlich im Bundesstaat Telangana in die Krishna.